# Sidi Allal El Bahraoui
 (mai 2012).
Si vous disposez d'ouvrages ou d'articles de référence ou si vous connaissez des sites web de qualité traitant du thème abordé ici, merci de compléter l'article en donnant les références utiles à sa vérifiabilité et en les liant à la section « Notes et références ».
Sidi Allal El Bahraoui (en arabe : سيدي علال البحراوي) est une ville du Maroc située dans la région de Rabat-Salé-Kénitra.

## Toponymie
La ville doit son nom au maître soufi Sidi Allal El Bahraoui, imam originaire de la région de Beheira en Égypte, qui regroupa autour de lui des disciples et constitua une zaouia qui continue d'exister à nos jours.

## Histoire
La ville fut autrefois regroupée autour de la zaouia et son enceinte comprenait mosquée, école et internat. Peu après, le maître soufi devient connu auprès des populations locales, berbères pour la majorité, et une importante communauté de fidèles se constitua.
Après la mort de Sidi Allal, sa descendance joua un grand rôle dans la région et fut respectée par les populations locales.
Aujourd'hui, un moussem se tient annuellement pour vénérer l'âme de Sidi Allal, auquel est invitée la famille El Bahraoui, héritière morale de la zaouia.
La ville connaît aussi une importante renaissance urbanistique grâce à des investissements de taille par des promoteurs locaux. En fait, la bourgeoisie rbati, pour échapper au stress de la capitale, préfère s'installer dans cette bourgade reliée à la capitale par une auto-express.
L'autre nom de Sidi Allal Bahraoui est Kemouni. Un français en voyage à Sidi Allal Bahraoui, trouvant le nom trop dur à prononcer l'aurait appelé Kemouni, et le nom est resté. En fait, ce nom est une manière de prononcer en langue arabe "Camp Moinier". En effet, le général Moinier de l'armée française y avait ériger son quartier général d'où le nom.

## Sources, notes et références
- (en) Sidi Allal El Bahraoui sur le site de Falling Rain Genomics, Inc.